# Pawlik (powiat szczycieński)
Pawlik (niem. Paulick-See) – jezioro w Polsce, w województwie warmińsko-mazurskim, w powiecie szczycieńskim, w gminie Pasym.

## Położenie i charakterystyka
Jezioro leży na Pojezierzu Olsztyńskim (842.81), natomiast w regionalizacji przyrodniczo-leśnej – w mezoregionie Pojezierza Mrągowskiego. W sąsiedztwie znajduje się wieś Michałki. Otoczenie stanowią lasy należące do nadleśnictwa Olsztyn. Leży na obszarze zlewni bezodpływowego jeziora Gulbik.
Do 1953 roku jezioro nosiło niemiecką nazwę Paulick-See. Na mapach było też zaznaczane jako Pautick See.

## Morfometria
Według danych uzyskanych poprzez planimetrię jeziora na mapach w skali 1:50 000 opracowanych w Państwowym Układzie Współrzędnych 1965, zgodnie z poziomem odniesienia Kronsztadt, powierzchnia zbiornika wodnego to 2,0 ha.
Wysokość lustra wody zbiornika według skanów map topograficznych dostępnych na Geoportalu wynosi 135,8 m n.p.m., natomiast według numerycznego modelu terenu lustro wody znajduje się na wysokości 135,7 m n.p.m.

## Przyroda
Jezioro leży na terenie utworzonego w 1998 Obszaru Chronionego Krajobrazu Pojezierza Olsztyńskiego o łącznej powierzchni 40 997,4 ha.